# Campeonato Mundial de Judo de 2005
El XXVII Campeonato Mundial de Judo se celebró en El Cairo (Egipto) entre el 8 y el 11 de septiembre de 2005 bajo la organización de la Federación Internacional de Judo (IJF) y la Federación Egipcia de Judo.
Las competiciones se realizaron en las instalaciones del Estadio de El Cairo.

## Medallistas

### Masculino
| Evento                    | Oro                                 | Plata                       | Bronce                                                         |
| ------------------------- | ----------------------------------- | --------------------------- | -------------------------------------------------------------- |
| –60 kg (08.09)            | Craig Fallon Reino Unido            | Ludwig Paischer · Austria   | Cho Nam-Suk Corea del Sur Nicat Şıxəlizadə Azerbaiyán          |
| –66 kg (09.09)            | João Derly · Brasil                 | Masato Uchishiba Japón      | Arash Miresmaeili · Irán · Miklós Ungvári · Hungría            |
| –73 kg (09.09)            | Ákos Braun · Hungría                | Francesco Bruyere · Italia  | Hennadi Bilodid · Ucrania · Kiyoshi Uematsu · España           |
| –81 kg (10.09)            | Guillaume Elmont · Países Bajos     | Abderahman Benamadi Argelia | Roman Hontiuk · Ucrania · Takashi Ono · Japón                  |
| –90 kg (10.09)            | Hiroshi Izumi Japón                 | Ilías Iliadis · Grecia      | Mark Huizinga · Países Bajos · Andrei Kazusionak · Bielorrusia |
| –100 kg (11.09)           | Keiji Suzuki Japón                  | Vitali Bubon · Ucrania      | Luciano Corrêa · Brasil · Dmitri Kabanov · Rusia               |
| +100 kg (11.09)           | Alexandr Mijailin · Rusia           | Yasuyuki Muneta Japón       | Lasha Gudzhedzhiani Georgia Pierre Robin Francia               |
| Categoría abierta (08.09) | Dennis van der Geest · Países Bajos | Tamerlan Tmenov · Rusia     | Yuri Rybak · Bielorrusia · Yohei Takai · Japón                 |

### Femenino
| Evento                    | Oro                           | Plata                       | Bronce                                                           |
| ------------------------- | ----------------------------- | --------------------------- | ---------------------------------------------------------------- |
| –48 kg (08.09)            | Yanet Bermoy Acosta · Cuba    | Frédérique Jossinet Francia | Alina Dumitru · Rumania · Soraya Hadad · Argelia                 |
| –52 kg (09.09)            | Ying Li China                 | Yuki Yokosawa Japón         | An Kum-Ae Corea del Norte Telma Monteiro Portugal                |
| –57 kg (09.09)            | Kye Sun-Hui Corea del Norte   | Yvonne Bönisch · Alemania   | Jishigbatyn Erdenet-Od · Mongolia · Sabrina Filzmoser · Austria  |
| –63 kg (10.09)            | Lucie Décosse Francia         | Ayumi Tanimoto Japón        | Driulis González Morales · Cuba · Urška Žolnir · Eslovenia       |
| –70 kg (10.09)            | Edith Bosch · Países Bajos    | Gévrise Émane Francia       | Cathérine Jacques · Bélgica · Raša Sraka · Eslovenia             |
| –78 kg (11.09)            | Yurisel Laborde Duanes · Cuba | Sae Nakazawa Japón          | Céline Lebrun · Francia · Claudia Zwiers · Países Bajos          |
| +78 kg (11.09)            | Tong Wen China                | Karina Bryant Reino Unido   | Anne-Sophie Mondière Francia Maki Tsukada Japón                  |
| Categoría abierta (08.09) | Midori Shintani Japón         | Karina Bryant Reino Unido   | Anne-Sophie Mondière · Francia · Carola Uilenhoed · Países Bajos |

## Medallero
| Núm. | País            | Oro | Plata | Bronce | Total |
| ---- | --------------- | --- | ----- | ------ | ----- |
| 1    | Japón           | 3   | 5     | 3      | 11    |
| 2    | Países Bajos    | 3   | 0     | 3      | 6     |
| 3    | Cuba            | 2   | 0     | 1      | 3     |
| 4    | China           | 2   | 0     | 0      | 2     |
| 5    | Francia         | 1   | 2     | 4      | 7     |
| 6    | Reino Unido     | 1   | 2     | 0      | 3     |
| 7    | Rusia           | 1   | 1     | 1      | 3     |
| 8    | Brasil          | 1   | 0     | 1      | 2     |
| 8    | Corea del Norte | 1   | 0     | 1      | 2     |
| 8    | Hungría         | 1   | 0     | 1      | 2     |
| 11   | Ucrania         | 0   | 1     | 2      | 3     |
| 12   | Argelia         | 0   | 1     | 1      | 2     |
| 12   | Austria         | 0   | 1     | 1      | 2     |
| 14   | Alemania        | 0   | 1     | 0      | 1     |
| 14   | Grecia          | 0   | 1     | 0      | 1     |
| 14   | Italia          | 0   | 1     | 0      | 1     |
| 17   | Bielorrusia     | 0   | 0     | 2      | 2     |
| 17   | Eslovenia       | 0   | 0     | 2      | 2     |
| 19   | Azerbaiyán      | 0   | 0     | 1      | 1     |
| 19   | Bélgica         | 0   | 0     | 1      | 1     |
| 19   | Corea del Sur   | 0   | 0     | 1      | 1     |
| 19   | España          | 0   | 0     | 1      | 1     |
| 19   | Georgia         | 0   | 0     | 1      | 1     |
| 19   | Irán            | 0   | 0     | 1      | 1     |
| 19   | Mongolia        | 0   | 0     | 1      | 1     |
| 19   | Portugal        | 0   | 0     | 1      | 1     |
| 19   | Rumania         | 0   | 0     | 1      | 1     |
|      | TOTAL           | 16  | 16    | 32     | 64    |